# La Chapelle-devant-Bruyères
La Chapelle-devant-Bruyères är en kommun i departementet Vosges i regionen Grand Est (tidigare regionen Lorraine) i nordöstra Frankrike. Kommunen ligger i kantonen Corcieux som tillhör arrondissementet Saint-Dié-des-Vosges. År 2022 hade La Chapelle-devant-Bruyères 549 invånare.

## Befolkningsutveckling
Antalet invånare i kommunen La Chapelle-devant-Bruyères
| Referens: INSEE |